# Polynoncus mirabilis
Polynoncus mirabilis är en skalbaggsart som beskrevs av Riccardo Pittino 1987. Polynoncus mirabilis ingår i släktet Polynoncus och familjen knotbaggar. Inga underarter finns listade i Catalogue of Life.